# Хидзи (река)
Хидзикава (яп. 肱川 хидзикава), Хидзи-Гава — река в Японии на острове Сикоку. Протекает по территории префектуры Эхиме.
Исток реки находится у перевала Тосака (鳥坂峠, высотой 460 м), в уезде Хигасиува. Хидзикава впадает в плёс Иё-нада Внутреннего Японского моря.
Длина реки составляет 103 км, на территории её бассейна (1210 км²) проживает около 100100 человек. Согласно японской классификации, Хидзикава является рекой первого класса.
Около 85 % бассейна реки занимают горы, около 13 % — сельскохозяйственные земли, около 2 % застроено.
Уклон реки в верховьях составляет около 1/220-1/390, в среднем течении — 1/730-1/930, в низовьях — 1/2300.
В ХХ и XXI веках крупнейшие наводнения происходили в 1943, 1945, 1995, 2004 и 2005 годах. Во время наводнения 1943 года погибло или пропало без вести 45 человек, в 1945 году погибло 65 человек.